# 시드니 마이클스
시드니 마이클스(Sidney Michaels, 1927년 8월 17일 ~ 2011년 4월 22일, 83세)는 미국의 극작가이다. 1960년대 초중반 칭칭, 딜런, 파리의 벤저민 프랭클린 등의 작품으로 알려진 인물이다.

## 생애
1927년 8월 17일 뉴욕에서 출생, 브루클린 고등학교를 거쳐 터프츠 대학을 나왔다. ＜칭칭＞이 그의 첫 번째 브로드웨이 작품이지만, 그 이전에 ＜붕대 감은 인형＞(1959)이 샌프란시스코의 배우 워크숍에서 공연되었다. 그 외의 작품으로는 ＜양념 섞인 코미디＞ (1963)가 있고, 뮤지컬 ＜파리의 벤저민 프랭클린＞과 시인 딜런 토머스의 얘기를 그린 ＜딜런＞이 브로드웨이에서 공연되었으며, ＜세 발톱 망아지＞, ＜가나 레카의 돌＞ 등이 있다. 시나리오로는 ＜주요 증인＞과 ＜킴벌리＞등이 있으며 시도 많이 썼다.
＜칭칭＞의 첫 브로드웨이 공연은 1962년 뉴욕의 플리머스 극장에서, 앤서니 퀸과 마거릿 레이튼의 출연으로 데이빗 메릭과 워너 르로이에 의해 제작되었고, 1990년에 줄리 앤드루스와 마스트로얀니 주연으로 영화화되었다.